# ASMI冲锋枪
ASMI冲锋枪（Asmita的缩写）是一款印度冲锋枪。它由武器装备研究与发展局于2020年设计。
ASMI源自梵语Asmita，意思是骄傲、自尊和努力工作。

## 背景
ASMI冲锋枪是为了取代1A卡宾枪而设计的，后者是印度自行生产的斯特林冲锋枪的仿制品，自20世纪60年代以来一直在印军中服役。除了1A卡宾枪，印度也在一定程度上依赖进口冲锋枪，如MP9冲锋枪、MP5冲锋枪和乌兹冲锋枪。ASMI冲锋枪将作为进口冲锋枪更便宜的替代品服役，其成本仅为MP5的三分之一。在21世纪初，武器装备研究与发展局设计了MSMC冲锋枪，试图用它取代1A卡宾枪，但它未能满足军方的要求。
ASMI的意思是“自豪、自尊和努力工作”，其于2021年1月首次亮相，由拉萨德·班索德中校耗时四个月的时间设计，他之前有对英萨斯突击步枪进行逆向工程的经验，可以设计出一种无托式卡宾枪。ASMI冲锋枪的零件通过3D打印的方式进行生产。

## 设计
与其前身MSMC冲锋枪不同，ASMI冲锋枪采用9×19毫米帕拉贝伦弹，这种子弹早就被印度陆军使用，使其比起MSMC冲锋枪具有后勤优势，MSMC冲锋枪的弹药是专门为其设计的。
与乌兹冲锋枪类似，ASMI冲锋枪采用了反冲式结构，其带有侧折枪托，射速低，弹匣装在握把内。ASMI冲锋枪有两种枪管配置：7.2英寸（180毫米）和6.5英寸（170毫米）枪管，重量约为2公斤（4.4磅）。
上机匣由铝制成，下机匣由碳纤维制成。上机匣有一个皮卡汀尼导轨，武器的左右两侧有M-LOK插槽。
作为一款冲锋枪，它的主要用途是近身距离作战，重型武器分队、坦克车组人员和飞机机组人员、汽车驾驶员以及无线电或雷达操作员都可以使用它。

## 生产

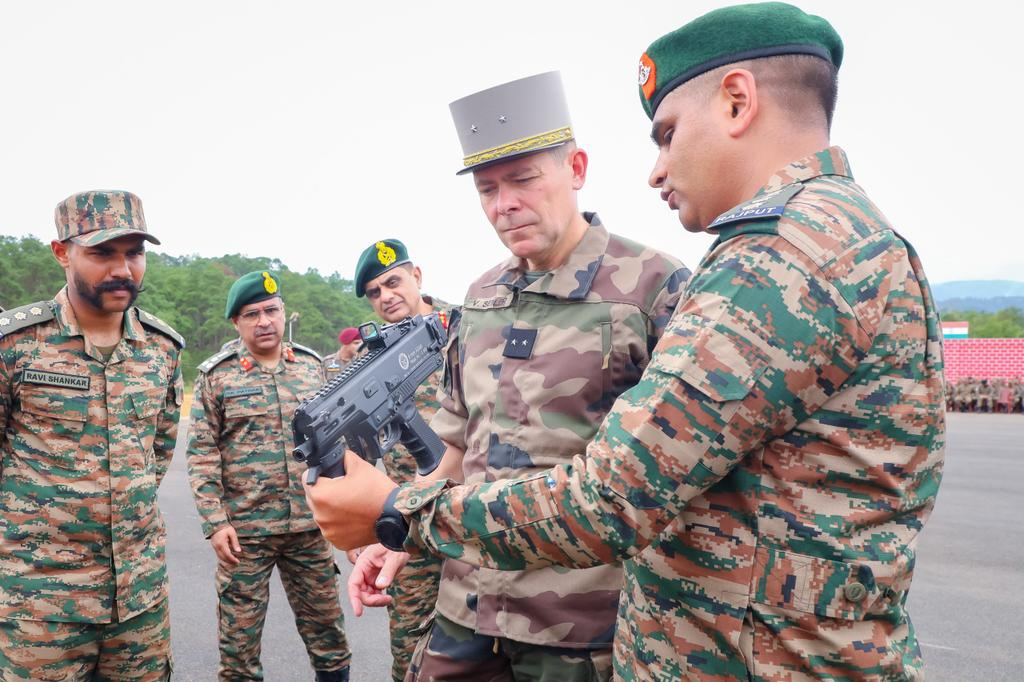
印度陆军士兵在沙克蒂演习中向法国士兵展示ASMI冲锋枪

ASMI冲锋枪由洛克什机械有限公司生产。它于2022年7月6日在新德里举行的第七届国际警察博览会和2022年DEFEXPO上展出。
2024年4月，洛克什机械有限公司成为L1竞标的获选者，击败了PLR系统（PLR Systems）和吉德尔防卫（Jindal Defence）等公司，获得了向印度陆军特种部队PARA出售550支9×19毫米ASMI冲锋枪的订单。该枪的单位成本约为50000卢比（570美元）。这份价值4.6亿卢比（53万美元）的合同尤其重要，因为它是继英萨斯突击步枪的订单之后的第一个印度本土枪械订单。到2024年10月1日，全部550支ASMI冲锋枪已交付给印度陆军。特伦甘纳邦和安得拉邦分区指挥官拉凯什·马诺查（Rakesh Manocha）少将标记了这批枪械。

## 用户
- 印度
  -  印度陸軍：550支交付PARA。2024年10月1日前交付，[15][19][17]2024年11月5日正式开始使用。[20]
  - 边境安全部队：4支接受测试。[21][19]
  - 印度国家安全卫队（英语：National Security Guard）：10支进行测试。[21][19]
  - 阿萨姆步枪队（英语：Assam Rifles）：10支进行测试。[21][19]